# Hemicordulia lulico
Hemicordulia lulico är en trollsländeart som beskrevs av Syoziro Asahina 1940. Hemicordulia lulico ingår i släktet Hemicordulia och familjen skimmertrollsländor. IUCN kategoriserar arten globalt som livskraftig. Inga underarter finns listade i Catalogue of Life.